# Jacarandá (canção)
"Jacarandá" é uma canção do cantor brasileiro Vitor Kley com participação do cantor Vitão, contida no quarto álbum de estúdio de Kley, A Bolha (2020). A faixa foi lançada em 14 de maio de 2020, como segundo single do álbum. Foi composta pelo próprios Kley e Vitão, em conjunto com Gustavo Felipe Simão da Silva (Simão), e produzida por Rick Bonadio.

## Vídeo musical
O videoclipe foi coreografado por Gui Fant e Julia Milan, interpretando um casal que dança ao som da música, enquanto Vitor Kley e Vitão encenam uma participação na televisão. O videoclipe foi dirigido e editado por Henrique C. Corrêa, tendo sido lançado no mesmo dia do single.

## Créditos
Créditos adaptados do Tidal.
- Gustavo Felipe Simão da Silva - compositor
- Victor Carvalho Ferreira - compositor, vocais
- Vitor Kley - compositor, vocais
- Rick Bonadio - produtor